# Апноэ
Апно́э (др.-греч. ἄπνοια — отсутствие дыхания, дословно — «безветрие») — остановка дыхательных движений.
В частности, может наблюдаться при обеднении крови углекислотой, вызванном чрезмерной вентиляцией лёгких (например, после усиленного искусственного или произвольного дыхания). Апноэ можно также вызвать в эксперименте сильным повышением артериального кровяного давления, возбуждающего рецепторы некоторых сосудов (например, каротидного синуса).
Так называемое ложное апноэ иногда наступает при сильном раздражении кожи (например, при погружении тела в холодную воду на большую глубину).
Апноэ может наступать при некоторых болезнях. Например, остановка дыхания случается в результате приступов у больных бронхиальной астмой и коклюшем.
Отдельно выделяют апноэ во сне. Также под апноэ может пониматься задержка дыхания по желанию самого субъекта. В этом смысле термин «апноэ» часто используется во фридайвинге.

## Педиатрия
К симптомам, отличающим апноэ от периодического дыхания, которое является нормальным для новорожденных, относятся: изменение цвета кожи, тонов или изменение сознания.